# Desukije
Desukije u derviši desukijskog tarikata (derviškog reda) koji je osnovao Ibrahim Desuki. Red je osnovan u Egiptu. Tijekom osmanskog razdoblja ovaj red imao je brojne tekije u Istanbulu, zajedno s bedevijskim redom. Ove tekije su zatvorene kada je osnovana Republika Turska.

## Vanjske povezice
- Sve podjele u islamu (V)